# Roberto Moreira
Roberto Ramón Moreira Aldana (ur. 6 maja 1987 w Asunción) – paragwajski piłkarz występujący na pozycji napastnika, od 2023 roku zawodnik honduraskiego Génesis.